# Jeder fragt nach Erika
Toată lumea întreabă de Erika (în germană Jeder fragt nach Erika) este un film german de comedie muzicală din 1931 regizat de Frederic Zelnik și care îi are în rolurile principale pe actorii Lya Mara, Alexander Murski și Walter Janssen.
Decorurile filmului au fost proiectate de regizorul artistic Robert Neppach. Este singurul film sonor al actriței Lya Mara, care era soția regizorului Zelnik.

## Distribuție
- Lya Mara ca Erika Poliakoff
- Alexander Murski ca Poliakoff - tatăl ei
- Walter Janssen - Kurt von Zeillern
- Ernö Verebes ca Otto Rebes - Redakteur
- Ralph Arthur Roberts
- Berthe Ostyn
- Fritz Ley
- Max Gülstorff
- Paul Westermeier
- Adele Sandrock
- Charles Willy Kayser
- Gretl Theimer
- Viktor Franz
- Karl Harbacher